# エペイゲウス
エペイゲウス（古希: Ἐπειγεύς, Epeigeus）は、ギリシア神話の人物である。アガクレースの子で、テッサリアー地方のブデイオンの領主だったが、従兄弟を殺したためにプティーア王ペーレウスとテティスに庇護を求めた。そこで彼らはエペイゲウスをトロイアに遠征するアキレウス率いるプティーアの軍勢に加えた。彼は優れた戦士だったが、パトロクロスがギリシア軍の窮状を見かねてアキレウスの武具をまとって出陣した際に、ヘクトールに討たれた。エペイゲウスは倒れた敵から武具を剥がそうとしたところを、ヘクトールが投じた岩が頭部を直撃し、冑の中で頭部が2つに割れて死んだ。